# Паулина фон Валдек-Пирмонт
Паулина Ема Августа Хермина фон Валдек-Пирмонт (на немски: Pauline Emma Augusta Hermine Prinzessin zu Waldeck und Pyrmont; * 19 октомври 1855, Аролзен; † 3 юли 1925, Витгенщайн) е принцеса от Валдек-Пирмонт и чрез женитба княгиня на Бентхайм-Щайнфурт от 1890 до 1918 г.

## Произход
Тя е втората дъщеря на княз Георг Виктор фон Валдек-Пирмонт (1831 – 1893) и първата му съпруга Хелена фон Насау-Вайлбург (1831 – 1888), дъщеря на херцог Вилхелм I фон Насау (1792 – 1839) и втората му съпруга принцеса Паулина фон Вюртемберг (1810 – 1856). Баща ѝ Георг Виктор се жени втори път 1891 г. за принцеса Луиза фон Зондербург-Глюксбург (1858 – 1936).
Паулина е по-голяма сестра на Мария фон Валдек-Пирмонт (1857 – 1882), омъжена на 15 февруари 1877 г. в Аролзен за принц, по-късния крал Вилхелм II фон Вюртемберг (1848 – 1921), и Емма (1858 – 1934), кралица от 1879 г. и 1890 – 1898 г. регентка на Нидерландия, омъжена на 17 януари 1879 г. в Аролзен за крал Вихелм III от Нидерландия (1817 – 1890).
Паулина фон Валдек-Пирмонт умира на 3 юли 1925 г. на 69 години във Витгенщайн.

## Фамилия
Паулина фон Валдек-Пирмонт се омъжва на 7 май 1881 г. в Аролзен за наследствения принц, по-късно княз Алексис фон Бентхайм-Щайнфурт (* 17 ноември 1845, Бургщайнфурт; † 21 януари 1919, Бургщайнфурт), най-големият син на княз Лудвиг фон Бентхайм-Щайнфурт (1812 – 1890) и принцеса Берта фон Хесен-Филипстал-Бархфелд (1818 – 1888). Те имат осем деца:
- Ебервин Лудвиг Георг Фридрих (* 10 април 1882, Потсдам; † 31 юли 1949, Мюнхен), отказва се от титлата, женен I. в Лондон на 26 октомври 1906 (разв. 14 февруари 1914) за Паулина (Лили) Лангенфелд (1884 – 1970), II. в Мюнхен на 24 август 1918 г. (разв. 13 декември 1919) за Елен фон Бишоф-Кортхауз (1894 – 1936, при катострофа в Мексико), III. във Висбаден-Зоненберг на 16 август 1920 г. за Анне-Луиза Хусер (1891 – 1951)
- Виктор Адолф фон Бентхайм-Щайнфурт (* 18 юли 1883, Потсдам; † 4 юни 1961, Бургщайнфурт), княз на Бентхайм-Щайнфурт, женен I. в Рачибуж на 9 септември 1921 г. за принцеса Стефани цу Шаумбург-Липе (1899 – 1925), II. в Лих на 30 юни 1931 г. за принцеса Роза Хелена цу Золмс-Хоензолмс-Лих (1901 – 1963)
- Карл Георг (* 10 декември 1884, Бентхайм; † 14 февруари 1951, Мюнстер), женен в Хаселдорф на 24 юли 1914 г. за принцеса Маргарета фон Шьонайх-Каролат (1888 – 1980)
- Алексис Райнер Арнолд Вирих (* 16 декември 1891, Бургщайнфурт; † 30 юни 1923, Бургщайнфурт)
- Фридрих Георг Лудолф (* 27 май 1894, Бургщайнфурт; † 17 май 1981, Бургщайнфурт), женен в Берлин на 7 август 1934 г. за Луиза фон Гюлих (1893 – 1949)
- Елизабет София Мария Хелена (* 12 юли 1886, Бентхайм; † 8 май 1959, Бургщайнфурт)
- Виктория Шарлота Хермина Августа (* 18 август 1887, Бентхайм; † 30 януари 1961, Гармиш-Партенкирхен)
- Емма Мария Берта Вилхелмина (* 19 февруари 1889, Бентхайм; † 25 април 1905, Бургщайнфурт)